# Noi credevamo (romanzo)
Noi credevamo è un romanzo storico e di memorie scritto da Anna Banti e pubblicato nel 1967. L'autrice narra la vicenda risorgimentale del suo nonno paterno Domenico Lopresti.

## Trama
Domenico Lopresti, sposatosi in età matura, è ormai alla fine e la figlia Teresa, sedicenne, lo assiste. Da tempo egli riempie una quantità di fogli, col pretesto di scrivere una relazione per il Governo: la moglie lo aveva invitato a redigere le sue memorie, ma lui non riteneva di accontentare, oltre a lei, anche la curiosità di estranei. Così il diario intimo che si accresce sotto la sua penna è un resoconto delle sue traversie, ma anche una disamina imparziale delle sue illusioni.
Patriota fin dalla prima giovinezza, aveva scontato dodici anni (dal 1848 al 1860) nelle carceri borboniche, quindi aveva corso il rischio di finire prigioniero dello Stato Pontificio e infine, divenuto funzionario a Reggio Calabria, aveva appoggiato la  spedizione garibaldina d'Aspromonte ed era potuto fuggire a Torino, grazie alla moglie inglese del prefetto Giuseppe Cornero. Nella nuova città si era sposato e gli erano nati i figli ma, a causa delle origini meridionali di Lopresti, i ragazzi avevano difficoltà con i coetanei.
Il nuovo Regno d'Italia non poteva soddisfare le idee di Lopresti, repubblicano e democratico. Perciò durante i lunghi anni di carcere (con Sigismondo Castromediano e Carlo Poerio), si era sempre mantenuto ai margini della cerchia dei detenuti più illustri. Inoltre era povero e trascurato dalla sua famiglia calabrese. Dopo la spedizione di Sapri, le ritorsioni del governo borbonico avevano influito pesantemente sulla salute di Lopresti che, caduto in una malattia ritenuta mortale, al suo risveglio (dopo mesi e mesi) aveva scoperto che i compagni di prigionia avevano patteggiato con le autorità un esilio in Sudamerica. Rimasto solo, all'avvicinarsi della spedizione dei Mille, si era tentato di spedirlo a Civitavecchia, ma con intraprendenza si era imposto e fatto condurre nella libera città di Livorno.
Dovendo in seguito accettare il dominio di una monarchia, i Savoia, altrettanto detestabili e persino più bigotti dei Borbone delle Due Sicilie, era sempre rimasto un funzionario troppo povero per una carriera più costruttiva e contemporaneamente un suddito da sorvegliare, da pensionare ed emarginare. Ripercorse le molte idee che avrebbero potuto affermarsi nell'amata terra del Sud (murattiani, filo-borbonici, filo-piemontesi e repubblicani), l'ormai morente Lopresti non riesce a trovare un errore preciso che abbia impedito alla democrazia e alla repubblica di affermarsi. È costretto a compiangere Garibaldi, per il trattamento subito da parte dei sabaudi e, giunto alla fine, ha ancora un guizzo di ammirazione per Carlo Pisacane:
Pisacane seppe far meglio e se sbagliò trovò misericordia nella morte. Io l'aspettavo a Montefusco e lei passò via, dandomi appuntamento su questo letto di vecchio.

Ma io non conto, eravamo tanti, eravamo insieme, il carcere non bastava; la lotta dovevamo cominciarla quando ne uscimmo. Noi, dolce parola.

Noi credevamo...»

## Opere derivate
Nel 2010 è stato presentato al pubblico il film omonimo tratto dal romanzo; l'opera è diretta da Mario Martone e sceneggiata dal regista stesso con la collaborazione di Giancarlo De Cataldo.

## Edizioni
- Anna Banti, Noi credevamo, Milano: A. Mondadori, 1967
- Opere di Anna Banti: 6: Noi credevamo, Milano: Mondadori, 1967
- Due storie, Anna Banti; prefazione di Enzo Siciliano, (contiene: Artemisia; Noi credevamo), Milano: Mondadori, 1969
- Anna Banti, Noi credevamo, introduzione di Giulio Cattaneo, Milano: A. Mondadori, 1978
- Anna Banti, Noi credevamo, nota introduttiva di Luciana Lamberti, Bordighera: Managò, 1985
- Anna Banti, Noi credevamo, postfazione di Enzo Siciliano, Milano: Oscar Mondadori, 2010